# Adhemar Canavesi
Adhemar Canavesi (niekiedy Canavessi) (ur. 18 sierpnia 1903 w Montevideo, zm. 14 listopada 1984 tamże) – piłkarz urugwajski grający na pozycji obrońcy.
Jako piłkarz klubu CA Bella Vista wziął udział w turnieju Copa América 1927, gdzie Urugwaj został wicemistrzem Ameryki Południowej. Canavesi zagrał w dwóch meczach – z Peru i Argentyną. Na 5 minut przed końcem meczu z Argentyną strzelił bramkę samobójczą, która zadecydowała o tym, że to właśnie Argentyna zdobyła mistrzostwo kontynentu.
Wziął udział w Igrzyskach Olimpijskich w 1928 roku, gdzie Urugwaj zdobył złoty medal. Canavesi zagrał tylko w jednym meczu – w półfinałowym spotkaniu z Włochami. Miał również wystąpić z Argentyną, jednak zrezygnował, uważając, że przyniosłoby to pecha jego drużynie. Zawsze, gdy Canavesi był w składzie Urugwaju, jego zespół przegrywał z Argentyną.
Później Canavesi grał w barwach klubu CA Peñarol, z którym w 1932 roku zdobył mistrzostwo Urugwaju, a w 1933 roku wicemistrzostwo Urugwaju.
Od 14 lipca 1925 roku do 7 czerwca 1928 roku Canavesi rozegrał w reprezentacji Urugwaju 9 meczów.